# Hina Rabbani Khar
Hina Rabbani Khar (tiếng Urdu:  حنا ربانی کھر , sinh ngày 19 tháng 1 năm 1977 tại Multan) là một chính trị gia, Bộ trưởng Bộ Ngoại giao Pakistan từ ngày 20 tháng 7 năm 2011 đến ngày 16 tháng 3 năm 2013. Cô là Bộ trưởng phụ nữ trẻ nhất và đầu tiên của Ngoại giao Pakistan.. 

## Thời trẻ
Hina Rabbani Khar sinh ngày 19 tháng 1 năm 1977 ở Multan, Punjab, Pakistan. Cô là con gái của chính trị gia Muhammad Ibrahim Arqam và cháu gái của Ghulam Mustafa Khar. Một doanh nhân chuyên nghiệp, gia đình Hina có nguồn gốc ở làng Khar Gharbi nằm trong Kot Addu, một tehsil ở huyện Muzaffargarh trong Punjab. Gia đình Khar sở hữu đất đai rất nhiều: một bất động sản bao gồm thủy sản, vườn cây xoài và các cánh đồng mía. Cô tốt nghiệp cử nhân Đại học Khoa học quản lý Lahore vào năm 1999 và đã nhận được bằng thạc sĩ ngành quản lý Khách sạn từ Đại học Massachusetts vào năm 2001. 

## Cuộc sống riêng
Cô kết hôn với Feroze Gulzar và có hai con gái Annaya và Dina. Cô ấy là người đồng sở hữu của Polo Lounge, một nhà hàng cao cấp phổ biến nằm trên Lahore Polo Grounds ở Lahore.

## Sự nghiệp chính trị
Hina Rabbani Khar được bầu vào Quốc hội từ Liên đoàn Hồi giáo Pakistan (Q) (PML-Q) vào năm 2002 từ đơn vị bầu cử Muzaffargarh NA-177-II, Punjab.. PML-Q từ chối cho cô một vé cho cuộc bầu cử lại trong năm 2008, do đó cô chạy đua cho Đảng Nhân dân Pakistan và chiến thắng với hơn 84.000 phiếu bầu.
Cô từng là Bộ trưởng Bộ Nhà nước về các vấn đề kinh tế và thống kê trong nội các của Yousaf Raza Gillani. Ngày 13 tháng 6 năm 2009, cô trở thành phụ nữ đầu tiên trình bày một bài phát biểu ngân sách trong Quốc hội Pakistan.

## Bộ trưởng Ngoại giao
Cô được bổ nhiệm chức Thứ trưởng Bộ Ngoại giao ngày 11 tháng 2 năm 2011, như là một phần của đợt cải tổ nội các của Thủ tướng Yousaf Raza Gillani. Shah Mehmood Qureshi từ chức bộ trưởng ngoại giao, cô đã trở thành Quyền Bộ trưởng Bộ Ngoại giao ngày 13 tháng 2 năm 2011. Cô đã chính thức được bổ nhiệm làm bộ trưởng ngoại giao vào ngày 19 tháng 7 của Tổng thống Asif Ali Zardari đã tuyên thệ nhậm chức vào ngày 20 tháng 7. Zardari được mô tả bổ nhiệm Khar như một cuộc biểu tình của chính phủ PPP "cam kết mang lại cho phụ nữ vào dòng chính của đời sống quốc gia."

## Thu hút truyền thông
Sau khi trở thành người phụ nữ ngoại trưởng đầu tiên của đất nước cô lần đầu tiên đến thăm Afghanistan và sau đó là Ấn Độ cho các cuộc đàm phán hòa bình. Chuyến thăm đầu tiên của bà tới Ấn Độ mang lại nhiều sự chú ý trong công chúng bởi vì các phương tiện truyền thông quốc gia trong nước đã được nhiều nói về vẻ đẹp của cô và thời trang của mình thay vì các cuộc đàm phán.. Vài phần truyền thông Ấn Độ, thảo luận Khar là biểu tượng phong cách chi tiết, bao gồm thảo luận về túi bà thực hiện, màu, vòng cổ ngọc trai trong số những thứ khác.. 
Nhiều tờ báo và chương trình truyền hình Ấn Độ đã đưa đậm tin về bà Khar, ca ngợi vẻ đẹp cũng như phong cách của nữ ngoại trưởng. Trên đầu trang nhất của The Times of India là tiêu đề: "Pakistan trình ra gương mặt đẹp nhất". Tờ The Navbharat Times nói rằng Ấn Độ "sốt với bộ trưởng đẹp như người mẫu". Tờ The Mail Today bình luận rằng bà Khar mang đến ánh sáng cho cuộc đối thoại Pak- Ấn, và đặt câu hỏi "Ai bảo chính trị gia không sành điệu?". Những lời có cánh này xưa nay hiếm khi được báo chí Ấn Độ dành cho các nhà ngoại giao Pakistan. 